# Walter Spies

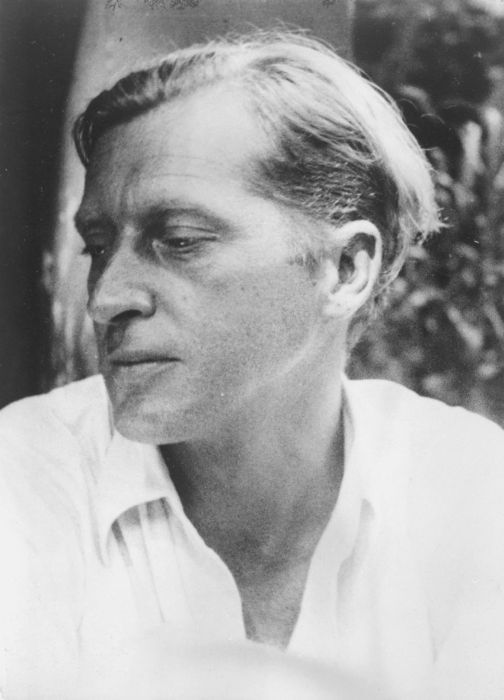
Walter Spies op Bali (1930-1940)

Walter Spies (Moskou, 15 september 1895 – 19 januari 1942) was een in Rusland geboren Duitse schilder, choreograaf, schrijver, fotograaf en mecenas. In 1923 reisde hij naar Nederlands-Indië waar hij eerst in Jogjakarta op Java en vanaf 1927 in Ubud op Bali woonde.
Spies leerde de Balinese cultuur en kunst kennen en leerde op zijn beurt moderne technieken aan lokale kunstenaars. Hij was een van de oprichters van de Pita Maha Artisten Coöperatie en vormde daarmee de grondslag voor de ontwikkeling van moderne Balinese kunst. Hij werkte daarbij nauw samen met de Nederlandse schilder Rudolf Bonnet. Spies en Bonnet werkten jarenlang op het eiland en raakten zeer betrokken bij het sociale en culturele leven. Beiden speelden in 1932 een belangrijke rol in de oprichting van het Bali Museum in Denpasar, destijds een nieuwe locatie om Balinees erfgoed te bewaren en tentoon te stellen. In 1937 stichtten Spies en Bonnet gezamenlijk de vereniging 'Pita Maha' op ter behoud van Balinees erfgoed.
In 1935 verbleef de Duitse schrijfster Vicki Baum enkele maanden bij Spies op Bali. Op grond van haar ervaringen daar schreef zij in 1937 haar roman Liebe und Tod auf Bali. Daarin beschrijft zij vanuit het oogpunt van een eenvoudige Balinese boer de gebeurtenissen die voorafgaan aan de verovering van Zuid-Bali door de Nederlanders in 1904 en de puputan van de koning van Badung en zijn hof.
Als Duitser werd Spies in 1940 gearresteerd en in 1942 op een schip gezet om naar Ceylon gedeporteerd te worden. Het schip, de Van Imhoff, werd echter door een Japanse bom of torpedo tot zinken gebracht, waarbij Spies en de medegevangenen het leven lieten door verdrinking.

## Tentoonstelling
In 1980-'81 wijdde het Tropenmuseum in Amsterdam een tentoonstelling aan het werk van Spies onder de titel Walter Spies en Balinese kunst. De tentoongestelde werken waren op één beeld na alle voor deze gelegenheid door derden in bruikleen aan het museum gegeven.

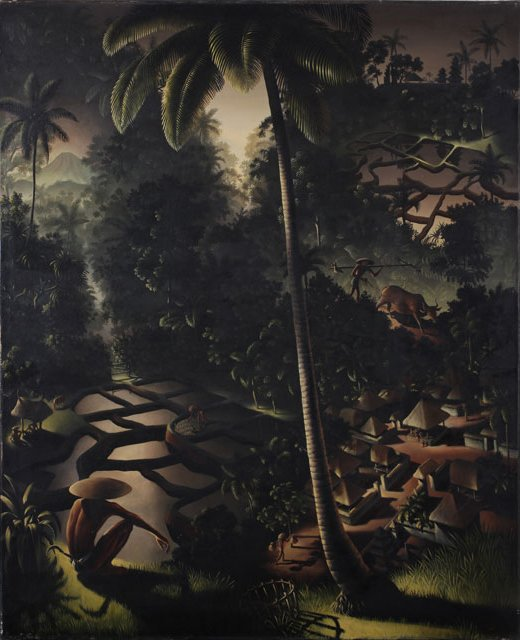
Blik van boven (1934)
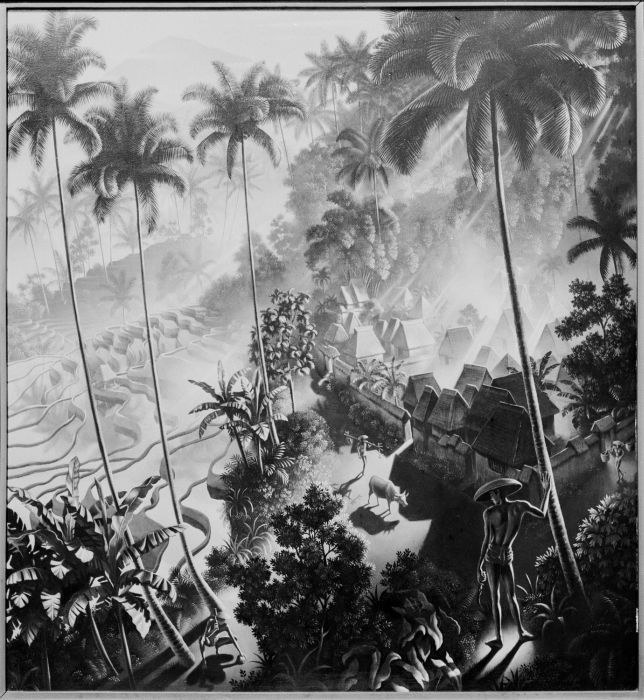
Iseh in het morgenlicht
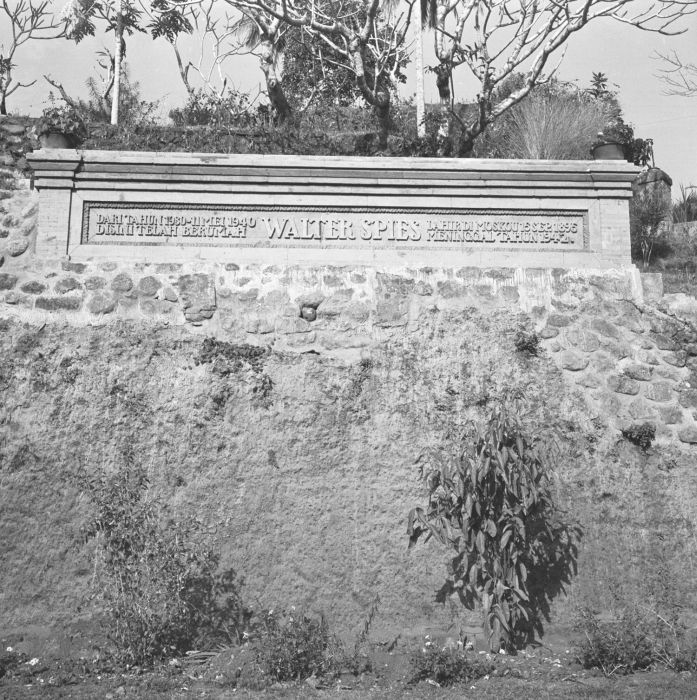
Monument voor Spies door Rudolf Bonnet